# Laia Palau
Laia Palau (Barcelona, 10 de setembro de 1979) é uma basquetebolista profissional espanhola, medalhista olímpica.

## Carreira
Laia Palau integrou Seleção Espanhola de Basquetebol Feminino, na Rio 2016, conquistando a medalha de prata.